# Murray Income Trust
Murray Income Trust plc ist eine britische Investmentgesellschaft mit Sitz in Edinburgh. Die Gesellschaft wurde als Caledonian Trust Company 1923 gegründet, wurde im Jahr 1979 Murray Caledonian Investment Trust und als Murray Income Trust im Jahr 1984 etabliert. Es nahm im November 2020 80 % der Vermögenswerte des Perpetual Income & Growth Investment Trusts auf. Der Rest verblieb im Streubesitz.
Das Unternehmen investiert hauptsächlich in britische Aktien, mittelgroße und große Werte. 20 % der Investitionen können außerhalb des Vereinigten Königreichs angelegt werden.
Das Unternehmen investiert in verschiedene Sektoren wie Finanzwerte, Industriewerte, Gesundheitswesen, Basiskonsumgüter, zyklische Konsumgüter, Grundstoffe, Energieversorger und Telekommunikation.
Im März 2024 beliefen sich die verwalteten Mittel auf insgesamt 1,074 Mrd. Pfund.
Die Fondsmanager des Trusts sind Charles Luke, Ian Pyle und Rhona Millar von abrdn Fund Managers Limited.
Das Unternehmen ist an der Londoner Börse gelistet und Teil des FTSE 250 Index.